# Горячев, Николай Иванович

Плита на братской могиле, где похоронен Николай Иванович Горячёв

Никола́й Ива́нович Горячёв (1924, деревня Прямухино, Тверская губерния — 1943) — русский разведчик, партизан, Герой Советского Союза.

## Биография
Образование неполное среднее. С 1940 года жил в Харькове, работал на сахарном заводе. В октябре 1941 возвратился в родную деревню и ушёл к партизанам. Воевал бойцом в отряде «Земляки».
В начале 1943 года по заданию командования пробрался в село Гривно (Псковская область), собрал важные сведения о немецком гарнизоне, установил связь с солдатами-поляками и двадцать пять из них убедил перейти к партизанам. После возвращения в отряд участвовал в разгроме этого гарнизона. По его разведданным отряд неоднократно подрывал мосты, уничтожал немецкие эшелоны, пуская их под откос.
В апреле 1943 года, будучи с напарником на очередном задании (необходимо было найти брешь в сжимавшемся кольце немцев, чтобы партизаны вышли из него с минимальными потерями), он был обнаружен немцами. В бою с ними ранен. Не желая попадать в плен, взорвал себя и окруживших его немецких солдат гранатой.
Похоронен в братской могиле в деревне Алексеевское (ныне Локнянский район Псковской области).

## Память
Установлен бюст в д. Прямухино.

## Награды
- Герой Советского Союза посмертно.
- Награждён орденом Ленина.